# Tutti fotografi
Tutti fotografi è una rivista di divulgazione tecnico-fotografica fondata dalla Editrice Namias G.R. nel 1969 ed attualmente pubblicata dalla Editrice Progresso.

## Storia di Tutti fotografi
Tutti fotografi nacque nel 1969 ad opera della Editrice Namias G.R., che già pubblicava una delle riviste di fotografia più longeve d'Italia, Progresso Fotografico.